# Paracleocnemis
Genre
Paracleocnemis est un genre d'araignées aranéomorphes de la famille des Philodromidae.

## Distribution
Les espèces de ce genre sont endémiques d'Argentine.

## Liste des espèces
Selon World Spider Catalog (version 18.0, 30/01/2017) :
- Paracleocnemis apostoli Mello-Leitão, 1945
- Paracleocnemis termalis Schiapelli & Gerschman, 1942

## Publication originale
- Schiapelli & Gerschman, 1942 : Arañas argentinas (primera parte). Anales del Museo Argentino de Ciencias Naturales Bernadino Rivadavia, vol. 40, p. 317-332.